# Олдборо
Олдборо ([ˈɔːlbərə] AWL-bər-ə) — прибережне місто і цивільна парафія в окрузі Східний Саффолк, графство Саффолк, Англія, на північ від річки Олд. У 2019 році його населення становило 2276 осіб. Місто було батьківщиною для композитора Бенджаміна Бріттена та залишається центром міжнародного Олдборзького фестивалю мистецтв у сусідньому Снейп Малтінгс, який був заснований Бріттеном у 1948 році. Тут також проводиться щорічний поетичний фестиваль і кілька фестивалів їжі та інших заходів.

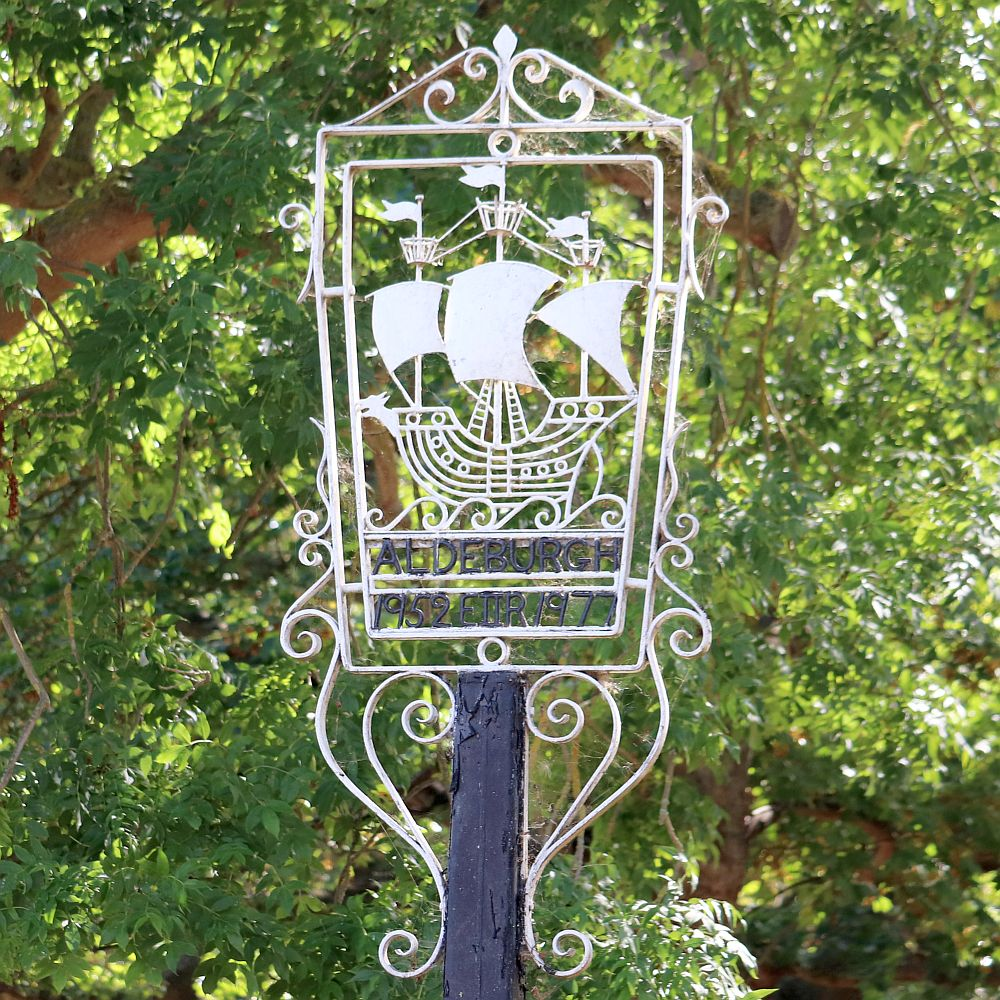
Знак Aldeburgh Village, Саффолк

Олдборо, як порт, отримав статус міста в 1529 році за Генріха VIII. Серед його історичних будівель відомі — зал судових засідань 16-го століття та башти Мартелло наполеонівської епохи. Третина житлового фонду складається з вторинних будинків. Відвідувачів приваблює пляж, відзначений Блакитним прапором, рибальські хатини, де продається свіжа риба та яхт-клуб Олдборо. Дві сімейні рибні крамниці з чіпсами були визнані одними з найкращих у країні. Незалежна книгарня Aldeburgh Bookshop працює вже понад сімдесят років, вважається місцем народження Джорджа Краббе (1754—1832) і з 2002 року організовує щорічний Олдборзький літературний фестиваль.

## Історія
Шаблон:Infobox COA wideНазва «Олдборо» походить від давньоанглійських ald (old) і burh (fortification), хоча ця споруда, як і більша частина міста Тюдорів, зараз захоплена морем. У 16 столітті Олдборо був провідним портом і мав процвітаючу суднобудівну промисловість. Вважається, що флагман Вірджинської компанії Sea Venture був побудований тут у 1608 році. Значення Олдборо як порту занепало, коли річка Олд замулилася і великі кораблі не могли більше швартуватися. Місто виживало в основному за рахунок рибальства до 19 століття, коли воно також стало морським курортом. Значна частина його виразної, химерної архітектури датується тим періодом. Зараз на річці знаходиться яхт-клуб і вітрильний клуб.
У 1959—1968 роках у селі знаходився спостережний бункер Королівського спостережного корпусу, який мав бути використаний у разі ядерної атаки. Пізніше бункер був знесений, і від нього не залишилося жодних слідів.

## Географія

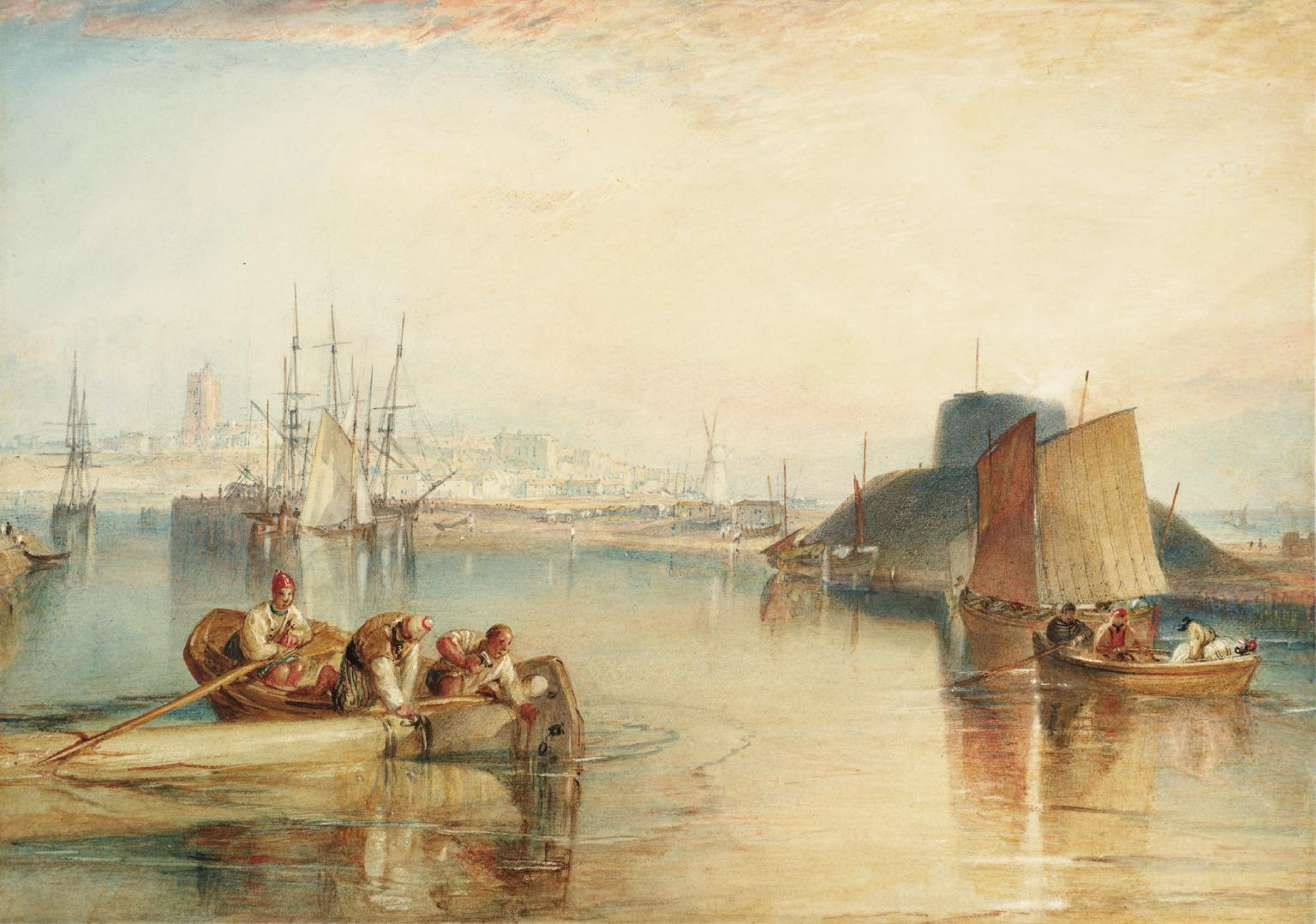
Олдборо, Саффолк бл. 1826, Джозеф Тернер

Олдборо розташований на узбережжі Північного моря, на відстані близько 87 миль (140 км) на північний схід від Лондона, 20 миль (32 км) на північний схід від Іпсвіча, 23 милі (37 км) на південь від Лоустофта. Місто розташоване за 4 милі (6 км) на південь від міста Лейстон і за 2 милі (3 км) на південь від села Торпенесс. Воно лежить на північ від річки Олд, а вузька галькова коса Орфорд-Несс — єдине, що зупиняє річку на шляху до моря в Олдборо — натомість вона протікає ще 9 миль (14 км) на південний захід.

Пляж переважно гальковий і місцями широкий, що дозволяє рибальським човнам підійти до пляжу під час припливу, але він звужується в гирлі Орфорд-Несс. Гальковий берег дозволяє дістатися до Несса з півночі, повз башти Мартелло і два яхт-клуби на місці колишнього села Слауден. Олдборо був затоплений під час повені в Північному морі в 1953 році, після чого його протипаводковий захист був укріплений. У 2005 році пляж отримав нагороду «Блакитний прапор» як сільський пляж.
Місто розташоване в межах зони видатної природної краси Суффолкського узбережжя та вересових пусток (AONB) з низкою об'єктів, що становлять особливий науковий інтерес (SSSI) та природних заповідників у його околицях. Природоохоронна територія Олд-Ор Естуарій охоплює територію навколо річки від Снейпа до її гирла, в тому числі весь Орфорд-Несс. Тут знаходиться кілька оселищ на солончаках і мулистих плавнях. Лістон-Олдебурзька SSSI простягається від північної околиці міста через низку біотопів, включаючи пасовищні болота та вересові угіддя. Вона включає в себе Торпенес-Мер і заповідник Норт-Уоррен, територію збереження дикої природи та оселищ, а також природні стежки, якими опікується Королівське товариство охорони птахів.
Дві менші геологічні одиниці SSSI лежать на південних краях. Цегляний кар'єр Олдборо площею 0,84 га (2,1 акр) демонструє чітку стратиграфію відкладів Червоної скелі над Коралловою скелею. Кар'єр Олдборо-Холл — неглибокий кар'єр площею 0,8 га (2,0 акрів), що розкриває ділянку скелі Корраллайн. Вважається одним з найкращих місць у Британії для знахідок неогенової фауни.
Серед церков міста — дореформаційна англіканська парафіяльна церква св. Петра і Павла та католицька церква Богоматері і св. Петра.

## Урядування

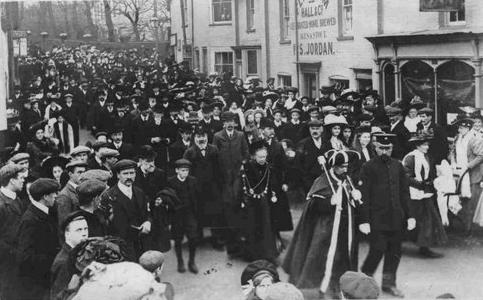
Елізабет Гарретт Андерсон, мер Олдборо, 1908 рік

Олдборо має міську раду і знаходиться в межах неметропольного округу Східний Саффолк. За даними перепису 2011 року, в окрузі Олдборо, включаючи Торпенесс та інші громади, проживало 3225 осіб, середній вік мешканців становив 55 років, а медіанний — 61 рік.
Олдборо знаходиться у прибережному парламентському окрузі Саффолк, який представляє Тереза Коффі, де з 1979 по 2010 рік депутатом був Джон Гаммер. Вважається традиційним місцем для консерваторів.
Олдборо був парламентським районом, з 1571 року мав двох членів парламенту, а міському вільному населенню було надано право голосу. До середини 18-го століття його вважали гнилим районом, оскільки голоси виборців контролював купець з лондонського Сіті Томас Фоннеро, який пам'ятно описав його як «продажне містечко в Суффолку». Він втратив своє представництво згідно з виборчою реформою (1832).
У 1908 році Олдборо став першим британським містом, де було обрано жінку-мера: Елізабет Гарретт Андерсон, чий батько, Ньюсон Гарретт, був мером у 1889 році. У 2006 році Сем Райт став міським глашатаєм Олдборо і носієм булави у віці 15 років.
У 1885 році Олдборо став муніципальним округом в адміністративному графстві Східний Саффолк, до складу округу входила парафія Олдборо. 1 квітня 1934 року частина парафії Хейзлвуд була приєднана до округу Олдборо з сільської округи Пломесгейт, коли Хейзлвуд був ліквідований. 1 квітня 1974 року округ був скасований і став частиною прибережного графства Саффолк в неметропольному графстві Саффолк. Було утворено парафію-правонаступницю, яка охоплювала ту ж територію, що й колишній район та його парафія. У 2019 році Олдборо став частиною округу Східний Саффолк.

## Транспорт
Олдборо з'єднаний з трасою A12 дорогою A1094 на Фрайді Стріт в Бенхоллі. B1122 веде до Лейстона.
З міста є пряме автобусне сполучення з Саксмундхемом, Беклсом, Хейлсуортом, Вудбріджем та Іпсвічем. Автобуси в цьому районі обслуговуються компаніями First Eastern Counties та Borderbus.
Залізнична станція Олдборо була відкрита в 1860 році як кінцева станція Олдборзької гілки від Саксмундхема, але була закрита в 1966 році під час «Beeching Axe». Сьогодні найближча залізнична станція — Саксмундхем на лінії Східного Саффолка, приблизно за сім миль (одинадцять кілометрів) від неї. Зі станції Саксмундхем щогодини по буднях відправляються поїзди до Іпсвіча, звідки можна дістатися до лондонської Ліверпуль-стріт, і до Лоустофту, звідки можна дістатися до Норвіча.

## Визначні пам'ятки

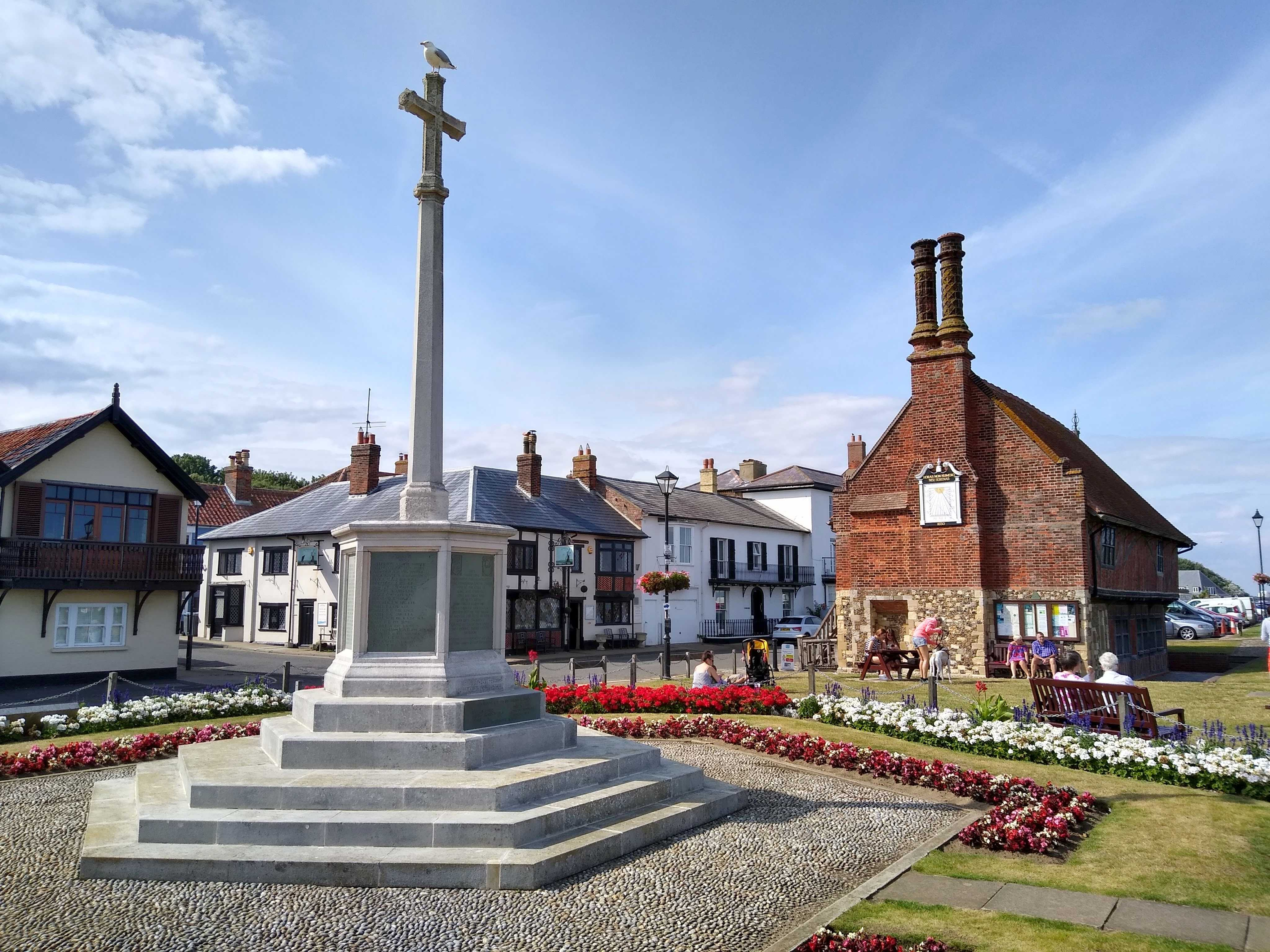
Військовий меморіал Олдборо і Зал для проведення засідань у липні 2019 року

### Рятувальна станція
У 2016 році станція RNLI у місті експлуатувала два рятувальні човни.

### Зал для засідань

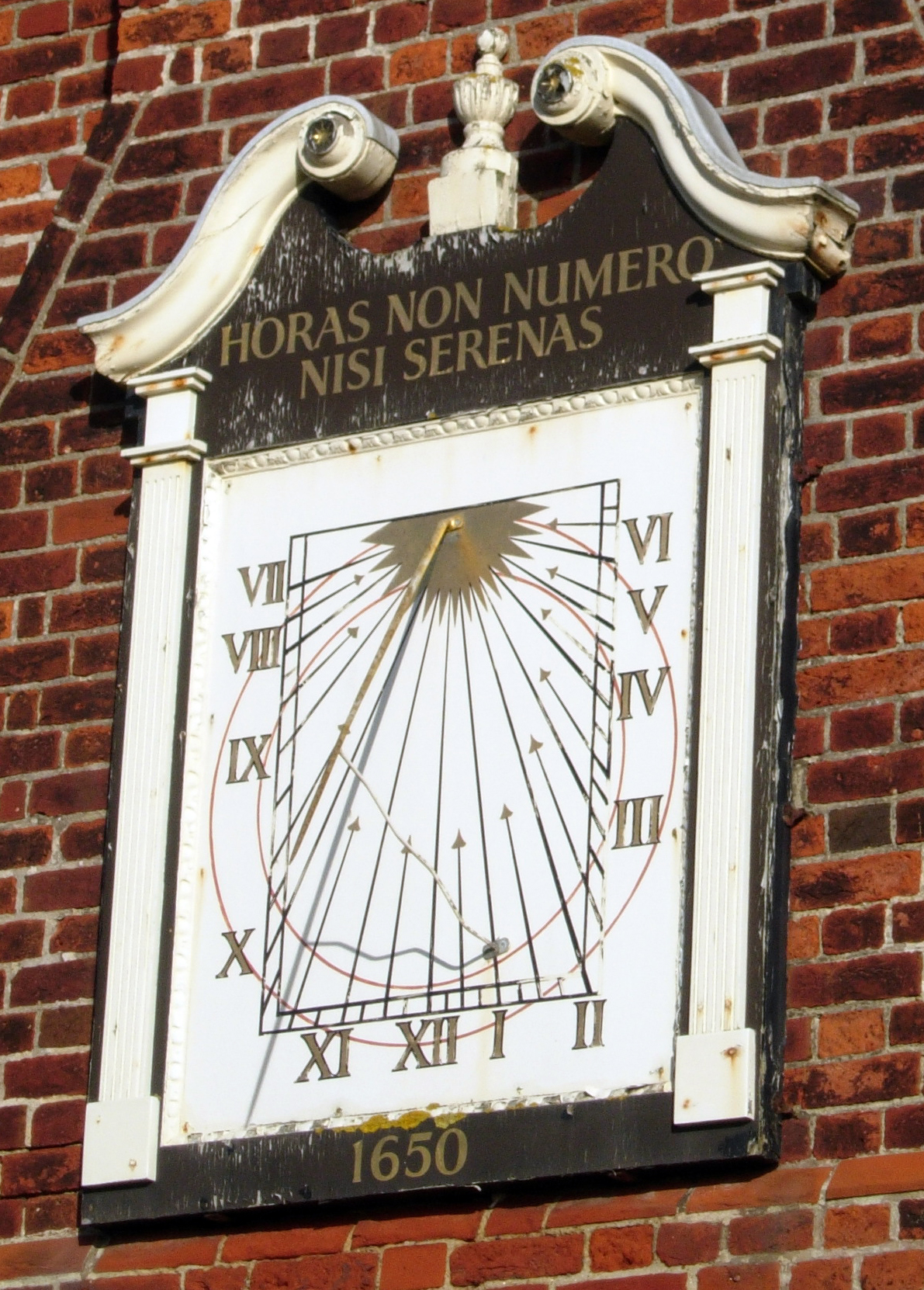
Сонячний годинник.

Місцева ратуша (Moot Hall) — дерев'яна будівля з дерев'яним каркасом, внесена до списку пам'яток архітектури І ступеня, яка використовується для засідань ради вже понад 400 років. У ній досі знаходиться офіс міського секретаря, а також місцевий краєзнавчий музей. Будівля була побудована близько 1520 року і перебудована у 1654 році. Цегляне та кам'яне заповнення першого поверху є пізнішим. Зал був відреставрований, а зовнішні сходи і фронтони перебудовані в 1854—1855 роках під керівництвом Р. М. Фіпсона, головного архітектора єпархії Норвіча, до складу якої тоді входив Олдборо. У місті є ще 64 інші історичні будівлі та пам'ятники, занесені до списку пам'яток архітектури.

### Башти Мартелло

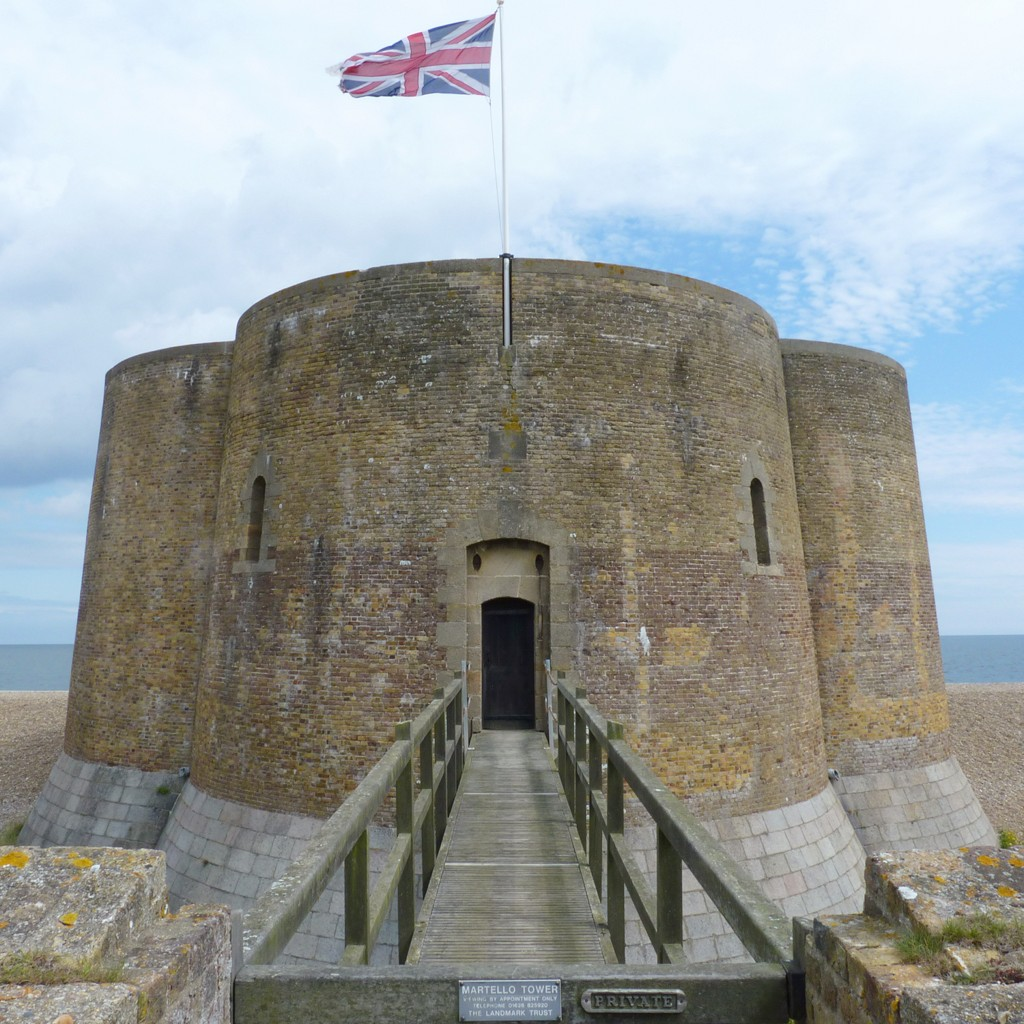
Вид на вежу Мартелло з мосту

Унікальна чотирикутна вежа Мартелло стоїть на перешийку, що веде до галькової коси Орфорд-Несс. Це найбільша і найпівнічніша зі 103 англійських оборонних веж, побудованих у 1808—1812 роках для протистояння загрозі наполеонівського вторгнення. Зараз Landmark Trust управляє нею як відпочинковими апартаментами для відпочинку. З травня 2015 по травень 2016 року на даху вежі була виставлена статуя Ентоні Гормлі в рамках його арт-інсталяції LAND.
Вежа Мартелло єдина вціліла будівля рибальського селища Слауден, яке було змито Північним морем до 1936 року. Поруч з вежею Мартелло на набережній Слаудена ледь помітні залишки рибальського човна «Іонія». Він застряг у підступному мулі річки Альде і використовувався як плавучий будинок. Він був спалений у 1974 році, коли вона стала небезпечною.

### Форт Грін Мілл

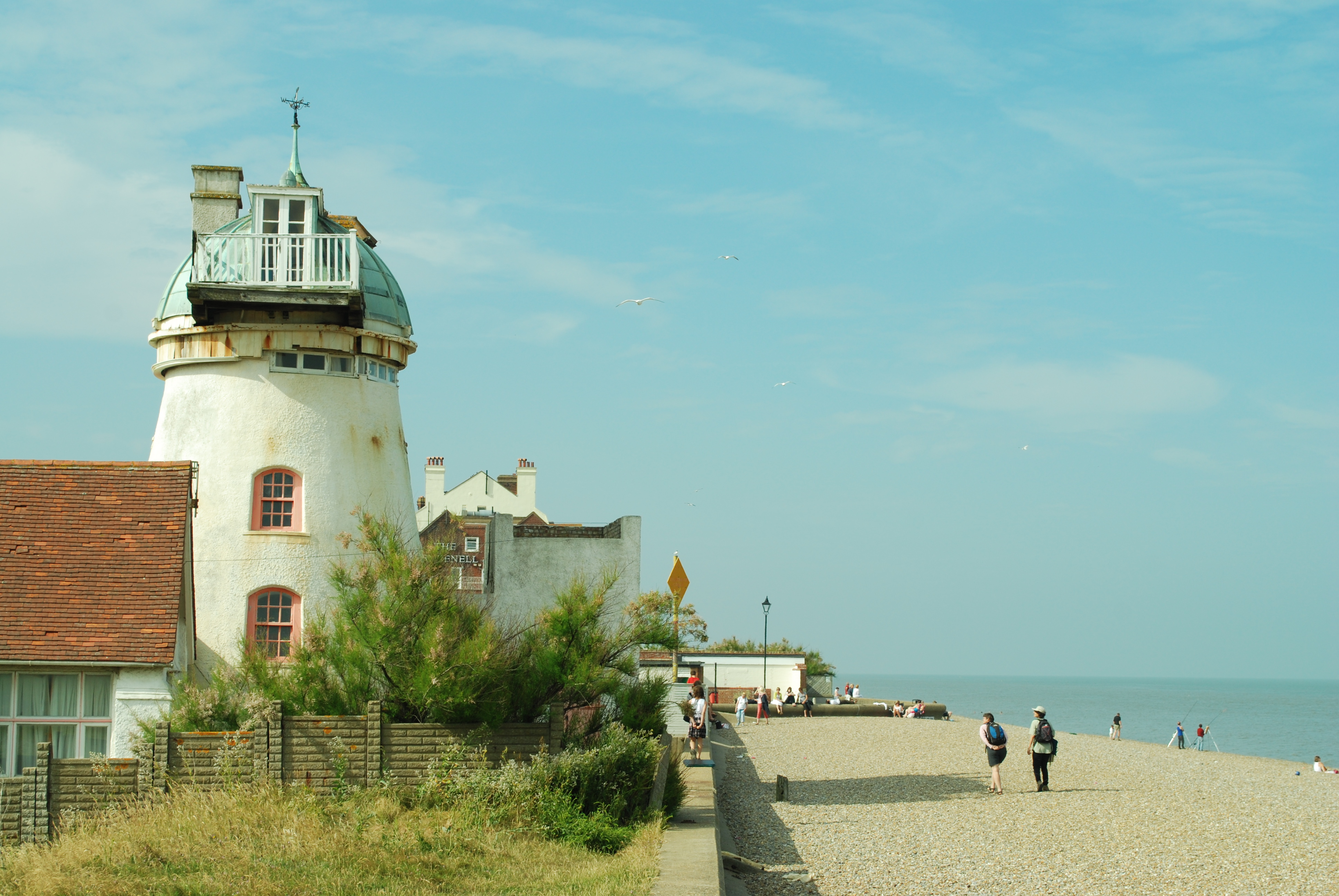
Переобладнаний вітряк Форт-Грін

Шаблон:SuffolkЧотириповерховий вітряк у південній частині міста був побудований у 1824 році та перетворений на житловий будинок у 1902 році.

### Протитанкова загорожа
Пастку для танків Другої світової війни можна побачити поруч зі Слоуден-роуд.

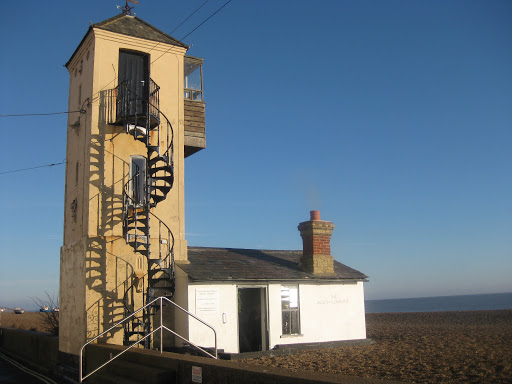
Aldeburgh Beach Lookout, побудований бл. 1830 рік

### Оглядовий майданчик Олдебурзького пляжу
Оглядовий майданчик Олдборо Біч — це історична пам'ятка на набережній Олдборо. Занесена до списку пам'яток II ступеня, вона була побудована приблизно у 1830 році як оглядова вежа для спостереження за судноплавством вздовж небезпечного узбережжя Північного моря. Південноафриканський письменник Лоренс ван дер Пост писав тут свої твори понад тридцять років. З 2010 року оглядовий майданчик став мистецьким простором для мешканців і туристів, де між оглядовою вежею і морем виставлені скульптури Ентоні Гормлі.

### Гребінець

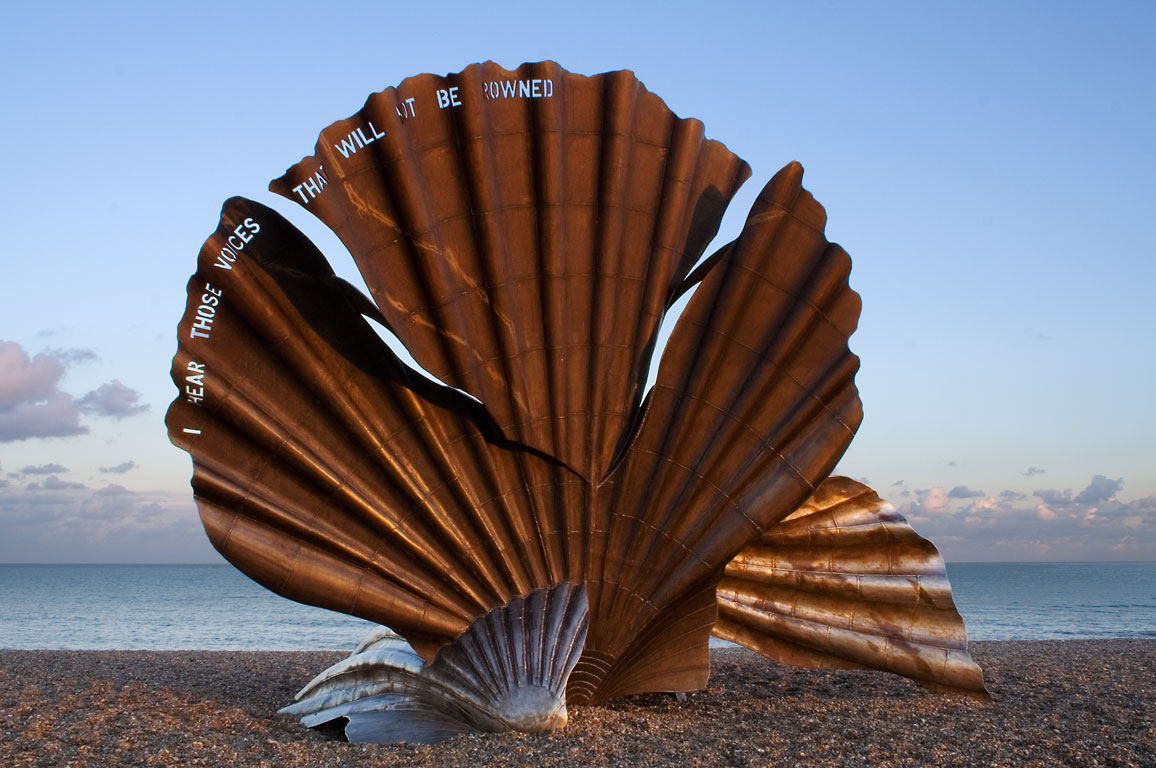
Гребінець

На пляжі Олдборо, що на невеликій відстані на північ від центру міста, стоїть скульптура «Гребінець», присвячена Бенджаміну Бріттену, який прогулювався пляжем у другій половині дня. Створена з нержавіючої сталі художницею з Саффолка Меґґі Гемблінґ, вона сягає 15 футів (4,6 метра) заввишки і була відкрита у листопаді 2003 року. Скульптура складається з двох з'єднаних між собою мушель морського гребінця, кожна з яких розбита, причому вертикальну мушлю пронизують слова «Я чую голоси, що не потонуть» з опери Бріттена «Пітер Граймс». Скульптура призначена для візуальної та тактильної насолоди: людей заохочують сидіти на ній і спостерігати за морем.
Вертикальна частина оболонки розпадається на три секції, розташовані під різними кутами. Їхнє розташування впливає на візуальну трансформацію, залежно від точки зору, з якої на скульптуру дивляться.
Скульптура викликає суперечки у місцевому середовищі, оскільки деякі місцеві жителі вважають, що вона «псує пляж». Тринадцять разів вона була обмальована графіті та фарбою. Надходили петиції як за її демонтаж, так і за збереження.

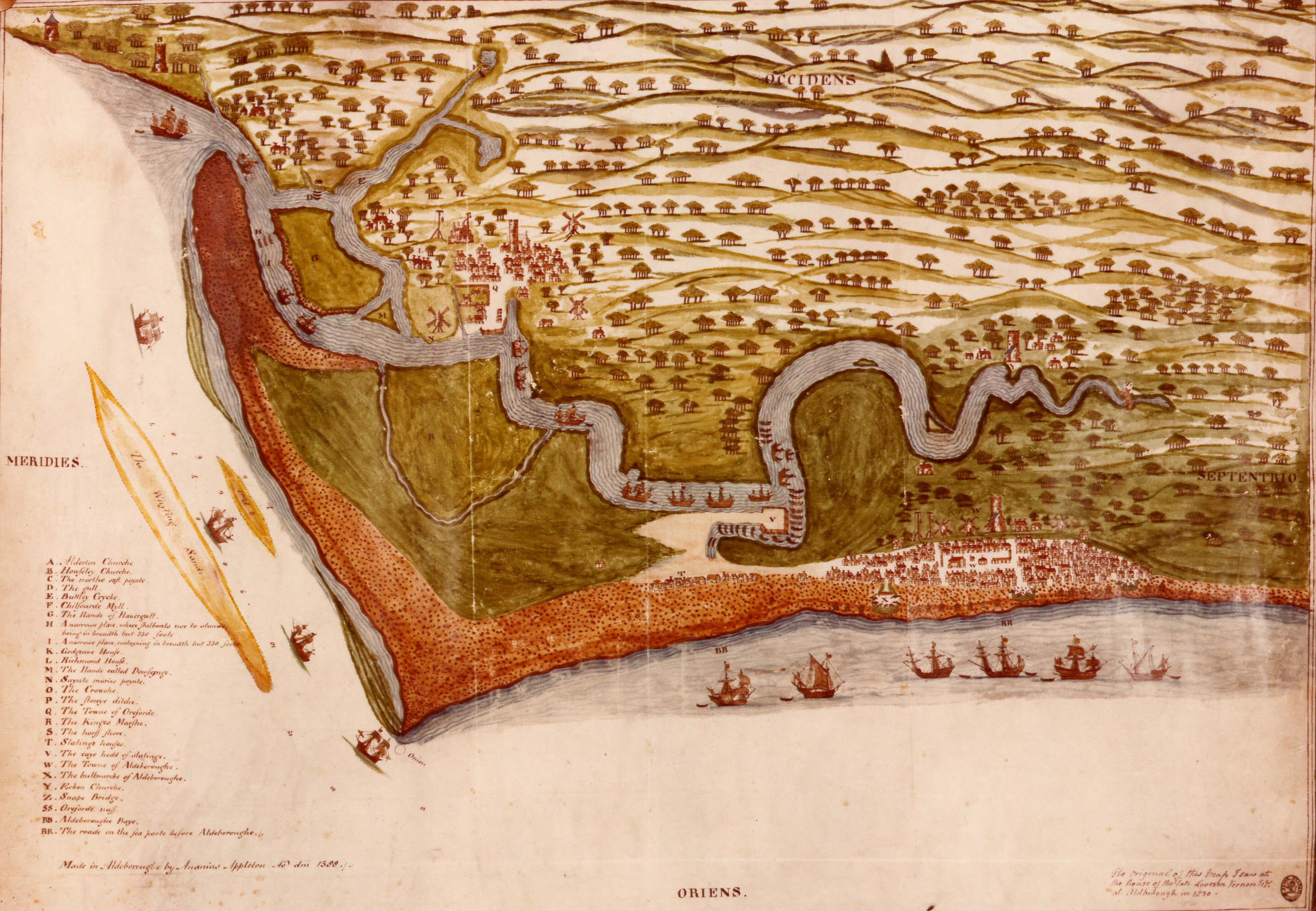

## Перша світова війна
Розташований поблизу аеродром, Королівська військово-морська авіаційна база Олдборо, використовувався під час Першої світової війни як нічний майданчик для посадки та навчання літаків-спостерігачів.

## Культура

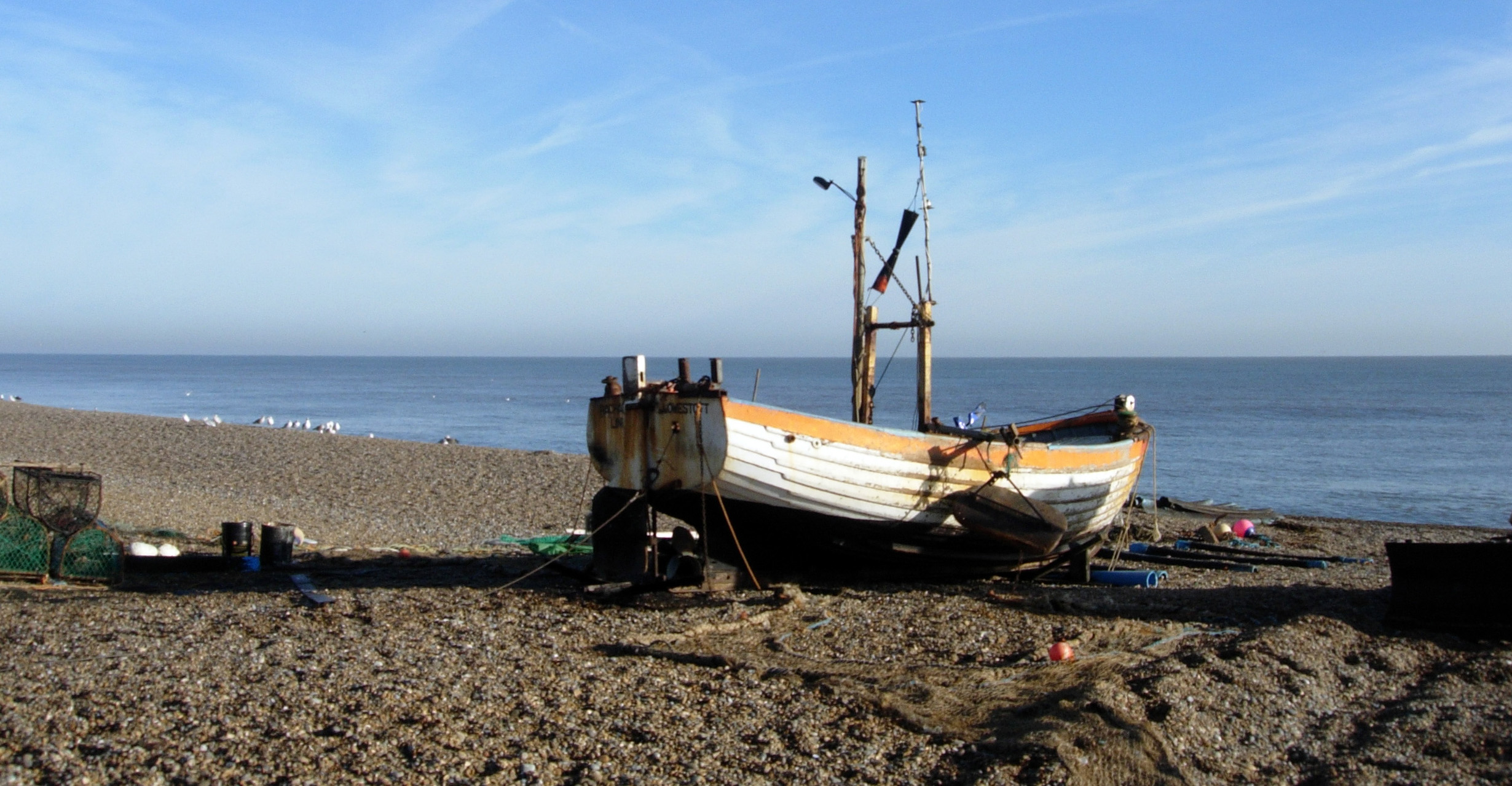
Берегова лінія в Олдборо

Пивоварня Snape Maltings біля міста є місцем проведення Олдебурзького фестивалю, який проходить щороку в червні.
Музичний клуб Олдборо, заснований Бенджаміном Бріттеном і Пітером Пірсом у 1952 році, відтоді перетворився на один з провідних хорів Східної Англії, що налічує близько 100 членів і понад 120 меценатів, які його підтримують. Він репетирує з початку вересня до кінця травня щороку і проводить три великі концерти, два з яких — у концертному залі Снейп Малтінгс.
Щорічний карнавал в Олдборо в серпні проводиться щонайменше з 1892 року, а можливо, і з 1832 року, коли згадується «Стара морська регата». Сьогодні центральною подією є карнавальна хода, в якій беруть участь місцеві жителі та гості міста, одягнені в саморобні костюми, часто на актуальну або місцеву тематику. Увечері традиційними є парад з китайськими ліхтариками та феєрверк. Понад тридцять років процесію очолює головний маршал Тревор Харві, який також є членом Карнавального комітету вже понад п'ятдесят років.
Саффолкське ремісниче товариство проводить щорічну тематичну виставку в галереї Пітера Пірса в липні та серпні, демонструючи роботи своїх членів.
Містечко Олдборо, або «Совина нора», є місцем дії серії дитячих ілюстрованих книг про Орландо («Мармеладний кіт»), написаних Кетлін Хейл, яка проводила канікули в цьому місті. На багатьох ілюстраціях у книжках зображені визначні пам'ятки міста, зокрема Місцева ратуша. Місто фігурує у трилері 1989 року «Вогняний хрест» письменника Коліна Форбса, як і сусідні села Данвіч та Снейп-Малтінгс. Джеймс Герберт написав свою книгу «Іона» в цій місцевості, використавши для персонажів кілька імен, представлених у цій місцевості, у тому числі Слоудена.
Aldeburgh (там пишеться Aldborough) — місце ключової сцени в романі Вілкі Коллінза «Без імені», де капітан Раґґе і Маґдален Ванстоун здійснюють свою змову проти Ноеля Ванстоуна і місіс Леконт. Вежа Мартелло (1862) згадується як визначна пам'ятка міста. Олдборо також згадується в романі Джозефа Фрімена «Аркадія Лодж» під назвою «Сібург» та в оповіданні М. Р. Джеймса «Застереження для допитливих». Скульптура Меггі Гемблінг з'являється в одній з перших сцен, як і інші пам'ятки.

### Риболовля
Олдборо відомий своєю вудковою риболовлею для рибалок-любителів; його називають «чудовим місцем для окуня, камбали, підошви, окуня, тріски, білуги та вугрів». Однак газета East Anglian Daily Times пише, що «незліченні роки комерційного надмірного вилову риби майже знищили багато наших морських рибних ресурсів у відкритому морі», а традиційне, стале рибальство на узбережжі знаходиться під загрозою, що, ймовірно, матиме негативні наслідки для місцевої громади. Місцеві рибалки беруть участь у кампаніях «Рибна битва» Г'ю Фернлі-Віттінгстола та Грінпіс, які підтримують дрібних рибалок у прибережній зоні.

## ЗМІ
Місцеві новини та телевізійні програми транслюють BBC East та ITV Anglia. Телевізійні сигнали надходять з телепередавача в Такольнстоні та місцевого ретранслятора, розташованого на північний схід від міста.
Місцеві радіостанції — BBC Radio Suffolk, Heart East, Greatest Hits Radio Ipswich & Suffolk та Alde and Blyth Community Radio (ABC), громадська радіостанція.
Місто обслуговує місцева газета East Anglian Daily Times .

## Інші зручності
Також в місті відомі Олдебурзька котеджна лікарня, традиційна англійська котеджна лікарня, Олдебурзька бібліотека, яка також покладається на волонтерів, і кінотеатр Олдборо, де показують фільми і проводять культурні заходи.

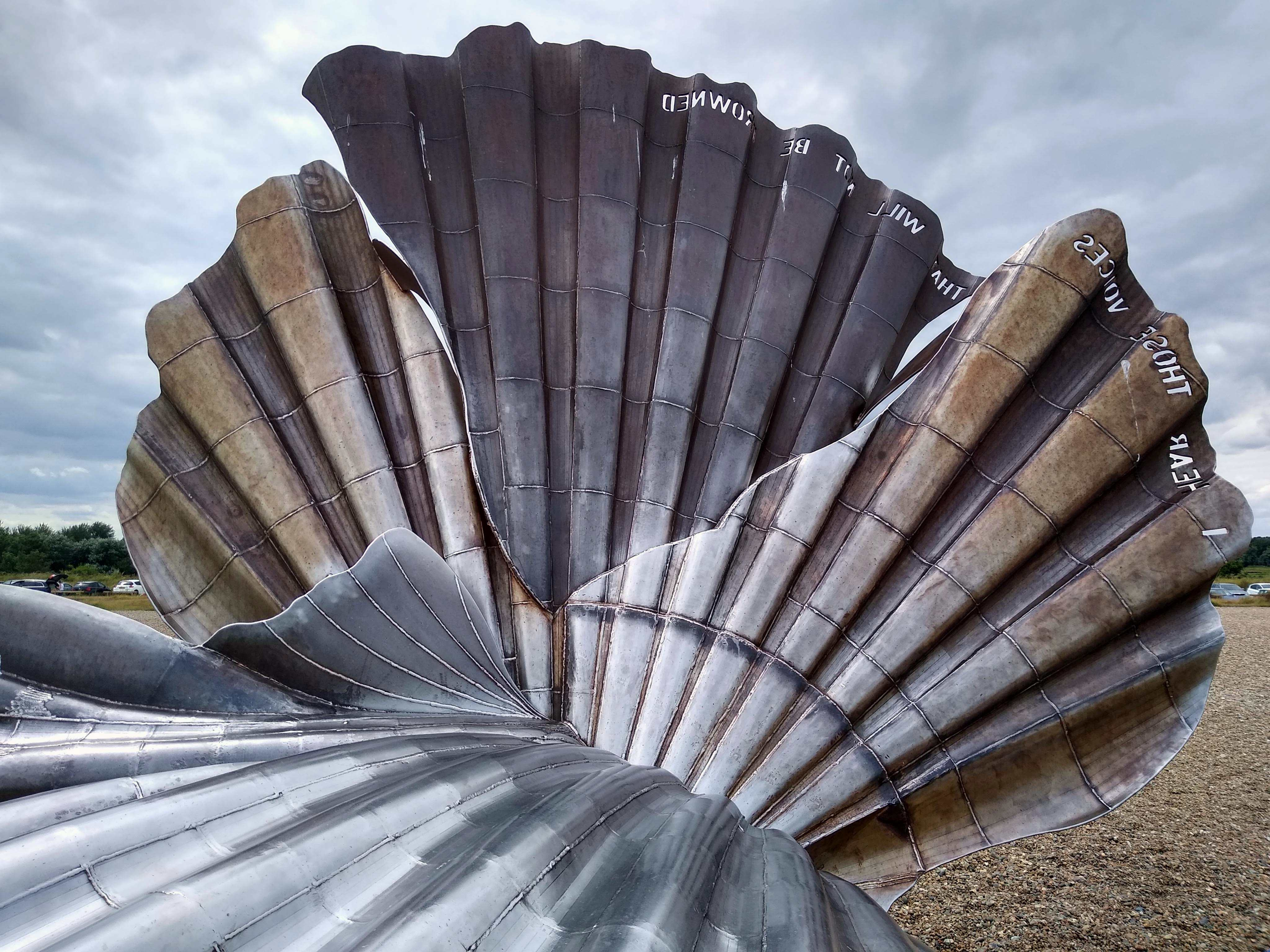
Фрагмент гребінця,вид з моря в липні 2019 року
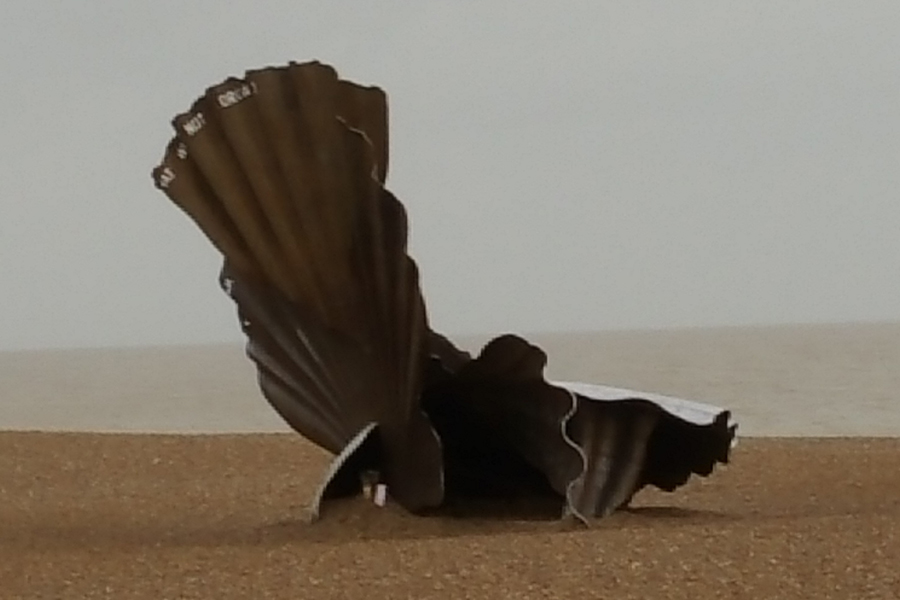
Гребінець, художник Меггі Гемблінг, якщо дивитися зі шляху, що виїжджає з Ольдебурга в напрямку Торпенесса, звідки він виникає у формі морського птаха.
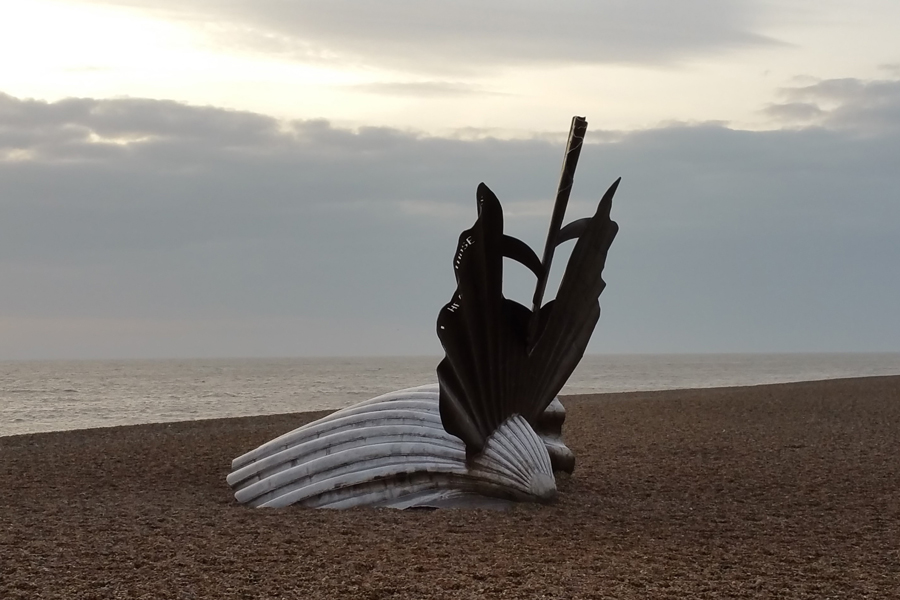
Гребінець, якщо дивитися зі шляху між Альдебургом і Торпенессом, дивлячись назад у бік Альдебурга, з якої скульптури з’являється у формі двох чоловіків у човні, посилаючись на центральний випадок з опери Пітера Граймса